# Helig, helig, helig (Åberg)
Helig, helig, helig är en psalm med text efter Jesaja 6 och Matteusevangeliet 21. Musiken är skriven 1992 av Lars Åberg.

## Publicerad i
- Psalmer och Sånger 1987 som nummer 860 under rubriken "Psaltarpsalmer och andra sånger ur Bibeln".[1]